# Francisco Sicardi
Francisco Anselmo Sicardi (Buenos Aires, 21 de abril de 1856 - Buenos Aires, el 8 de julio de 1927) fue un médico y escritor argentino.
Cursó el secundario en Génova, Italia. Al regresar en 1876 a la Argentina, con 19 años de edad, ingresó a la Facultad de Medicina. Se recibió de Licenciado en Farmacia en 1880 y de Medicina en 1883. En 1898 se creó la cátedra de Clínica Médica, de la que fue designado titular.
Se lo designó académico de la Academia Nacional de Medicina en 1911. De ese año a 1914 fue además consejero en la Facultad de Medicina.
Por su trabajo de médico conoció los suburbios de Buenos Aires, experiencia que volcó a su obra llamada Libro extraño (de cinco tomos, publicada de 1894 a 1902). Esta obra fue de las primeras en la corriente del naturalismo argentino. Además escribió el libro de poemas La inquietud humana.
Envejecido prematuramente, y muy enfermo de arteriosclerosis, murió a los 71 años.
Una plaza de la ciudad de Buenos Aires, ubicada en la intersección de las avenidas Varela y Balbastro (frente al cementerio de San José de Flores), lleva su nombre.

## Obra

### Novela
- Libro extraño (1894-1902)
- Perdida (1911)

### Cuento
- Un anónimo más (1907)

### Poesía
- La inquietud humana (1912)
- La canción del insomnio (1918)

### Teatro
- Teatro (1919) (incluye Misericordiosa; Abuelo Frénesen; Soledaíta; Ramiro el Rey; La hora heroica; La virtud mata; y La fuente generosa)

### Ensayo
- Horas de evolución (1938, póstumo)